# Cserepes István
Cserepes István (Budapest, 1901. – Budapest, 1944) festőművész, szobrász, ötvösművész.
Munkásként kezdett el festeni, majd 1926-1930 között a Magyar Képzőművészeti Főiskolán tanult, ahol mestere Csók István volt. Fő témája a táj volt, amit impresszionisztikus, finom tájképeken örökített meg.
1929-től vett részt kiállításokon. 1930-31-ben Párizsban tanult állami ösztöndíjjal. Ott készült műveit 1931-ben Párizsban, majd 1932-ben Budapesten, a Nemzeti Szalonban is bemutatta. 1942-ig hét gyűjteményes kiállítása volt az Ernst Múzeumban. Többször részt vett műveivel a Nemzeti Szalon és a Műcsarnok csoportos kiállításain is.
Néhány művét a Magyar Nemzeti Galéria őrzi.
1974-ben emlékkiállítást rendeztek munkásságáról Baján.